# Big Green Egg
The Big Green Egg, Inc is een Amerikaanse producent en fabrikant van keramische houtskoolbarbecues en aanverwante accessoires. Het bedrijf staat vooral bekend om de productie van The Big Green Egg, een lijn van verschillende kamado-grills die te herkennen zijn aan hun eivorm en donkergroene kleur.
Ed Fisher opende in 1974 in Atlanta de winkel Pachinko House waar hij het Japanse arcadespel pachinko verkocht. Hij had tevens kamado's op voorraad. Fisher had de kamado leren kennen toen hij vanwege zijn werk bij de US Navy door Azië reisde. De verkoop kwam echter niet goed van de grond, waarna hij in zijn winkel demonstraties gaf en klanten liet proeven van het eten uit de kamado. Tevens bedacht hij een nieuwe naam en een herkenbare kleur om het product aantrekkelijker te maken: Big Green Egg.
Aanvankelijk richtte hij zich op de import van kamado's uit China en Japan, maar in 1995 werd een eigen productielijn opgestart. De productie van de Big Green Egg vindt plaats in Monterrey, Mexico, door het bedrijf Daltile.
Big Green Egg organiseert sinds 1998 een jaarlijks barbecuefestival in de buitenwijken van Atlanta, Georgia, genaamd Eggtoberfest. Het 25e Eggtoberfest werd in 2022 gevierd en trok ruim 3.000 deelnemers. Ook elders in het land worden EggFests georganiseerd.
In 2021 trad Fisher terug als eigenaar van het bedrijf. Hij bracht de eigendomsrechten onder in een trust. Een deel van de opbrengsten moest worden besteed aan goede doelen.